# Nixon v. United States
Nixon v. United States ist ein am Obersten Gerichtshof der Vereinigten Staaten verhandelter Fall zur Frage, ob im Rahmen eines Amtsenthebungsverfahrens (Impeachment) die Anhörung und Beweissichtung nur in einem Senatskomitee anstatt im gesamten Senat durchgeführt werden darf.

## Hintergrund
Walter Nixon, ein Richter an einem Bezirksgericht im US-Bundesstaat Mississippi, wurde in einem Strafprozess wegen Meineids verurteilt, weigerte sich jedoch auch nach Antritt seiner Haftstrafe von seiner Position zurückzutreten. Das Repräsentantenhaus leitete daraufhin gemäß Artikel I Section 3 Satz 6 der Verfassung der Vereinigten Staaten ein Amtsenthebungsverfahren gegen Nixon ein. Der für die Durchführung des Amtsenthebungsprozesses (impeachment trial) zuständige Senat richtete mit Hinweis auf eine geltende Senatsverordnung (Senate Rule XI) einen Ausschuss zur Anhörung und Beweissichtung des Verfahrens ein. Dieser Ausschuss berichtete an die Vollversammlung des Senats, woraufhin dieser mit der nötigen Zwei-Drittel-Mehrheit die Amtsenthebung Nixons beschloss.
Nixon klagte daraufhin gegen seine Amtsenthebung, mit der Begründung, die Beweissichtung nur in einem Komitee und nicht in der Vollversammlung des Senats genüge nicht den verfassungsmäßigen Anforderungen an ein Amtsenthebungsverfahren. Nachdem der Kläger in allen Vorinstanzen gescheitert war, nahm der Oberste Gerichtshof der Vereinigten Staaten den Fall zur letztinstanzlichen Entscheidung an.

## Urteil
Nixons Klage wurde in einer einstimmigen Entscheidung vom Obersten Gericht abgewiesen. Der Wortlaut der Verfassung der Vereinigten Staaten („The Senate shall have the sole power to try all impeachments.“) gebe dem Senat einen weitreichenden Entscheidungsspielraum darüber, wie ein Amtsenthebungsprozess durchzuführen sei. Eine von Repräsentantenhaus und Senat beschlossene Amtsenthebung sei gerichtlich nicht anfechtbar (nonjusticiable). Eine Ausnahme bildeten lediglich offensichtliche Verfahrensfehler, beispielsweise wenn die in der Verfassung vorgeschriebenen Mehrheiten nicht eingehalten würden. Dies sei auch im Sinne der von den Gründervätern der Vereinigten Staaten gewünschten Gewaltenteilung, da das Amtsenthebungsverfahren ein Instrument der Kontrolle der Judikative durch die gesetzgebende Gewalt sei und daher einer Anfechtbarkeit durch die Gerichtsbarkeit entzogen werden müsse.